# ۱٬۴-بوتین‌دیول
۱،۴-بوتین‌دیول (به انگلیسی: 1,4-Butynediol) با فرمول شیمیایی C۴H۶O۲ یک ترکیب شیمیایی است. که جرم مولی آن ۸۶٫۰۹ g/mol می‌باشد. 